# Bulbophyllum fascinator
Bulbophyllum fascinator es una especie de orquídea epifita originaria de Asia.

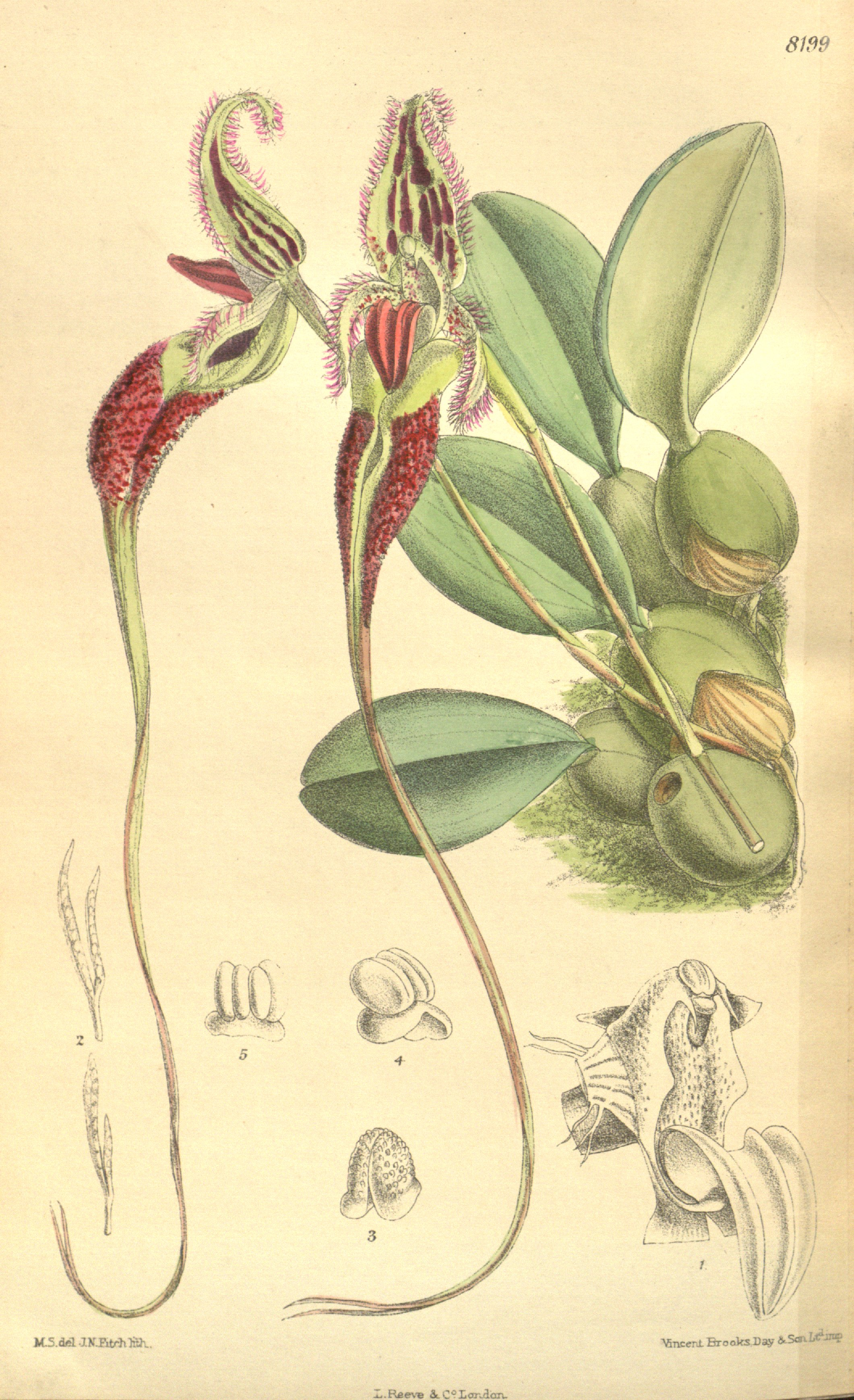
Ilustración

## Descripción
Es una orquídea de pequeño tamaño que prefiere el clima fresco, con hábitos de epifita con pseudobulbos, separados 2 a 3 cm entre cada uno, de color verde olivo que llevan una sola hoja apical oblongo-elíptica,  sésil. Florece en el verano y el otoño en una inflorescencia basal, erecta de 14 cm  de largo con una única flor con una bráctea floral membranosa, lanceolada.

## Distribución y hábitat
Se encuentra en Birmania, Tailandia, Laos y Vietnam en los bosques montanos primarios a altitudes de 1.000 a 2.000 metros.

## Taxonomía
Bulbophyllum fascinator fue descrita por   (Rolfe) Robert Allen Rolfe   y publicado en Botanical Magazine 134: t. 8199. 1908.
Etimología
Bulbophyllum: nombre genérico que se refiere a la forma de las hojas que es bulbosa.
fascinator: epíteto latino que significa "fascinante".
Sinonimia
- Cirrhopetalum fascinator Rolfe	basónimo
- Mastigion fascinator (Rolfe) Garay, Hamer & Siegerist	[4][5]